# Convención Nacional Ciudadana
La Convención Nacional del PAC es el mecanismo mediante el cual los miembros y partidarios del Partido Acción Ciudadana, partido de gobierno y uno de los partidos principales de Costa Rica, definen al candidato o candidata presidencial del partido para las elecciones nacionales. Su primera convención realizada en el 2009 fue cerrada, en el sentido de que era obligatorio dar la adhesión días antes para poder participar, sin embargo por acuerdo de la Asamblea Nacional del partido el 20 de octubre de 2012 se estableció en los estatutos que la definición del candidato o candidata presidencial deberá ser mediante convención nacional abierta con el único requisito de dar la adhesión al partido en el momento de votar, como tradicionalmente se hacen las convenciones partidarias. En caso de haber solo un precandidato, se elegirá por medio de la Asamblea Nacional.

## Convención 2009
La primera convención nacional del PAC se realizó el 31 de mayo del 2009 entre todos los ciudadanos mayores de edad que dieron la adhesión al partido antes del 30 de abril del mismo año y fue la primera vez que los partidarios asistieron a una convención interna para la selección de su candidato. El padrón se componía de  67.170 personas que se afiliaron al 30 de abril. Finalmente, el abstencionismo fue más alto de lo que esperaban las tendencias y las autoridades del PAC. En total votaron 22.450 persona. La secretaria general del PAC, Margarita Bolaños, reconoció que el grado de participación fue mucho menor al esperado., el propio Ottón Solís, aseguró que la escasa participación se debió a temor de los miembros del PAC de sufrir represalias por parte del Gobierno.
Uno de los precandidatos originales, el educador y teólogo Manuel Enrique Sánchez Rojas, retiró su precandidatura y le dio la adhesión a Ottón Solís en mayo del 2009, dejando tres precandidatos en la contienda. El resultado de éstas elecciones primarias fue:
- Ottón Solís Fallas obteniendo 71% de los votos (ganador)
- Epsy Campbell Barr obteniendo el 18% de los votos
- Román Macaya Hayes obteniendo el 9% de los votos

## Convención 2013
Para la Convención interna del Partido Acción Ciudadana planeada para junio del 2013 de cara a las elecciones presidenciales del 2014 se formalizaron las precandidaturas del politólogo Luis Guillermo Solís, el expresidente del Congreso Juan Carlos Mendoza, la exdiputada Epsy Campbell y el exdiputado Ronald Solís. Los resultados fueron:
- Luis Guillermo Solís Rivera, obtuvo 35% de los votos.
- Juan Carlos Mendoza García, consiguió el 34% de respaldo.
- Epsy Campbell Barr, tuvo el 25%.
- Ronald Solís Bolaños, que recibió el 4%.

Retirados: el diputado y académico Claudio Monge, el empresario Román Macaya y la empresaria Mónica Segnini quienes manifestaron su interés de ser candidatos pero nunca inscribieron formalmente sus precandidaturas.